# Distretto di Olleros (Amazonas)
Il distretto di Olleros è un distretto del Perù nella provincia di Chachapoyas (regione di Amazonas) con 355 abitanti al censimento 2007 dei quali 104 urbani e 251 rurali.
È stato istituito fin dall'indipendenza del Perù.